# هنري بوتشر
هنري بوتشر (بالنرويجية البوكمول: Henry Bucher)‏ هو مهندس معماري نرويجي، ولد في 9 فبراير 1864 في كريستيانية في النرويج، وتوفي بنفس المكان في 29 أكتوبر 1944.